# Arjuna scriba
Arjuna scriba är en insektsart som beskrevs av Alexander Fyodorovich Emeljanov 2008. Arjuna scriba ingår i släktet Arjuna och familjen Dictyopharidae. Inga underarter finns listade i Catalogue of Life.